# Chastek-Paralyse
Die Chastek-Paralyse ist eine Vitamin-B1-Mangelerkrankung bei Pelztieren (vor allem Farmnerze und -füchse). Sie wird durch die Verfütterung von rohem Fisch samt Eingeweiden ausgelöst, die große Mengen an Thiaminasen enthalten und so das Vitamin B1 abbauen. Sie entspricht damit weitgehend der Thiaminmangel-Enzephalopathie der Katze. Chastek ist der Name des Besitzers der Fuchsfarm in Glencoe (Minnesota), USA, auf der die Erkrankung 1932 erstmals durch Verfütterung rohen Karpfens beobachtet wurde.
Klinisch zeigt sich die Erkrankung durch unkoordinierte Bewegungen, unsicheren Gang mit aufgekrümmtem Rücken, Lähmungen aller vier Gliedmaßen, Opisthotonus und später Schüttelkrämpfen.
Pathologisch-anatomisch zeigen sich beidseitig-symmetrische astrozytäre Ödeme in verschiedenen Kerngebieten, vor allem in den seitlichen Kniehöckern und der Vierhügelplatte, aber auch im Thalamus, Mittel- und Rautenhirn sowie in der Großhirnrinde. Darüber hinaus gibt es Nekrosen der Nervenzellen und Blutungen.